# Prinzersdorf
Prinzersdorf osztrák mezőváros Alsó-Ausztria St. Pölten-i járásában. 2024 januárjában 1707 lakosa volt. 

## Elhelyezkedése

Prinzersdorf a Sankt Pölten-i járásban

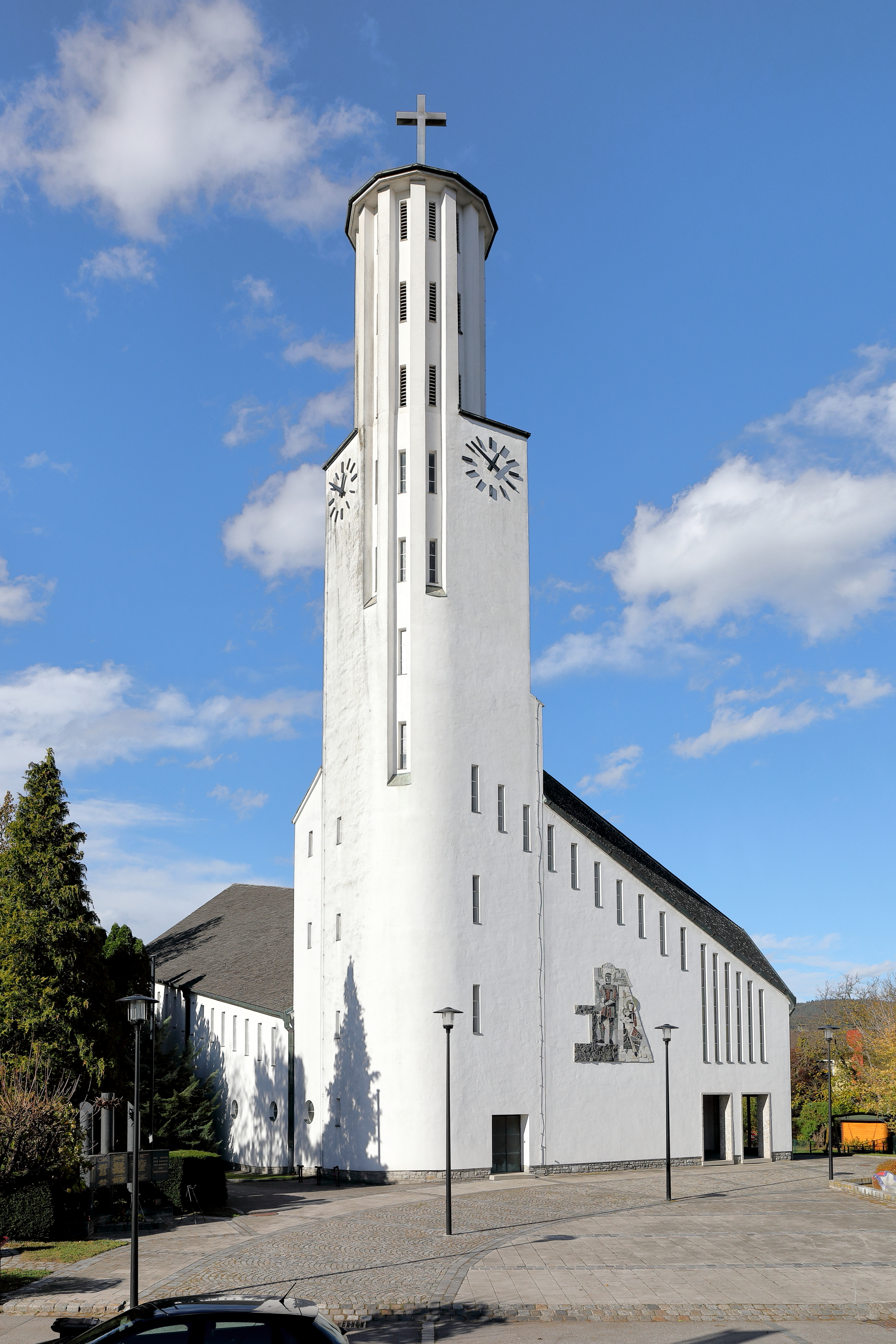
A Szent család-templom

Prinzersdorf a tartomány Mostviertel régiójában fekszik a Pielach folyó mentén. Területének 10%-a erdő, 55,7% áll mezőgazdasági művelés alatt. Az önkormányzat két települést egyesít: Prinzersdorfot (1648 lakos 2024-ben) és Uttendorfot (59 lakos).
A környező önkormányzatok: északra Hafnerbach, keletre Gerersdorf, délnyugatra Markersdorf-Haindorf.

## Története
Prinzersdorfot 1058-ban említik először Brumeslawesdorf néven.
1858-ban az Erzsébet császárné-vasút (ma Westbahn) megnyitásával, bekapcsolódott a vasúti hálózatba. Mivel fontos közlekedési útvonal mentén fekszik, a második világháborúban többször lebombázták. 
A háborút követően itt épült meg az alsó-ausztriai tejipari szövetkezetek központi vajgyára és tejporüzeme, valamint egy nagy baromfivágóhíd; ezek az üzemek évtizedekig meghatározták Prinzersdorf gazdaságát.
1950-ben Prinzersdorf levált Gerersdorfról, és önálló községgé vált. 1969-ben mezővárosi rangra emelték.

## Lakosság
A prinzersdorfi önkormányzat területén 2024 januárjában 1256 fő élt. Lakosságszáma 1923 óta gyarapodó tendenciát mutat. 2022-ben az ittlakók 86,3%-a volt osztrák állampolgár; a külföldiek közül 1,4% a régi (2004 előtti), 9,4% az új EU-tagállamokból érkezett. 0,8% a volt Jugoszlávia (Horvátország és Szlovénia kivételével) vagy Törökország; 2,1% egyéb ország polgára volt. 2001-ben a lakosok 85,4%-a római katolikusnak, 2,3% evangélikusnak, 1% ortodoxnak, 4,5% mohamedánnak, 4,5% pedig felekezeten kívülinek vallotta magát. Ugyanekkor a legnagyobb nemzetiségi csoportot a németek (91,6%) mellett a törökök (3,3%) és a horvátok (1%) alkották. 
A népesség változása:

| 2016 | 1 602 |
| 2018 | 1 617 |

## Látnivalók
- a Szent család-templom

## Fordítás
- Ez a szócikk részben vagy egészben  a   Prinzersdorf című német Wikipédia-szócikk ezen változatának fordításán alapul.  Az eredeti cikk szerkesztőit annak laptörténete sorolja fel. Ez a jelzés csupán a megfogalmazás eredetét és a szerzői jogokat jelzi, nem szolgál a cikkben szereplő információk forrásmegjelöléseként.